# Mathieu De Jonge
 (mars 2014).
Si vous disposez d'ouvrages ou d'articles de référence ou si vous connaissez des sites web de qualité traitant du thème abordé ici, merci de compléter l'article en donnant les références utiles à sa vérifiabilité et en les liant à la section « Notes et références ».
Pour les articles homonymes, voir De Jonge.
Mathieu De Jonge, né à Bruxelles-Koekelberg en 1911 et décédé à Mauthausen en 1944, est un patriote et grande figure de la résistance belge durant la Seconde Guerre mondiale.
« … le devoir impérieux de perpétuer les noms des héros et des martyrs pour une postérité trop souvent oublieuse et ingrate… »

## Biographie[2]
Fils d’instituteur, Mathieu de Jonge habite Ganshoren. Après des études gréco-latines à l'Institut Saint-Pierre (actuellement Collège Saint-Pierre) de Jette et des études universitaires, devient avocat au barreau de Bruxelles.  En janvier 1941, après avoir mis sa famille à l'abri à Borgoumont (Spa), il s'engage dans la Résistance au Service de renseignement Zéro et participe activement à la diffusion de La Libre Belgique clandestine pour en devenir directeur début 1942 en remplacement de William Ugeux. Il aura notamment dans son équipe de jeunes rédacteurs comme Michel de Brabandère et André Rostenne. Ses noms de codes  " Laurent ", " Malvaux ". Maintient d’excellents contacts avec Albert Hachez quand celui-ci prend la tête du SRZ. À partir de mars 1943 il dirige le Poste Central des Courriers (PCC) à Paris … succédant encore une fois à  Ugeux.  Il est malheureusement arrêté le 20 mai de la même année chez l'abbé Basset en région parisienne et après un bref un bref séjour à la prison de Fresnes est transféré à la prison de Saint-Gilles,  déporté à Sarrebruck puis au camp de Mauthausen (matricule 53096) où il est exécuté le 17 juillet 1944.

## Sources bibliographiques
- Livre d’Or de la Résistance Belge Éditions Leclercq, Bruxelles, 1948
- Les espions Zéro dans l'ombre du pouvoir 1940-1944 de Yaëlle Van Crombrugge, Editions Racine 2013[5]
- Histoires de Résistants  de William Ugeux,  Editions Duculot, Gemblox 1979[6]
- Jette 1940-1944 Faits de Résistance dans la Commune de Jette et à l’Institut Saint-Pierre -  Les chemins du courage de Jean-Paul Denis, Publications du Collège Saint-Pierre